# IIHF Continental Cup 2009/10
Der IIHF Continental Cup 2009/10 war die 13. Austragung des von der Internationalen Eishockey-Föderation IIHF ausgetragenen Wettbewerbs. Das Turnier wurde vom 25. September 2009 bis 17. Januar 2010 ausgetragen. Insgesamt nahmen 19 Mannschaften aus 19 Ländern am Turnier teil. Als Sieger ging der österreichische Verein EC Red Bull Salzburg aus dem Finalturnier hervor.
Zwei Finalrundenteilnehmer waren gesetzt, der Gastgeber Brûleurs de Loups de Grenoble und der HK Junost Minsk aus Belarus, als Vertreter der am höchsten platzierten Länder nach der IIHF-Weltrangliste 2009, die für das Turnier gemeldet haben. Die beiden weiteren Finalteilnehmer wurden in drei Qualifikationsrunden ermittelt.

## Teilnehmer
Aufgrund der Erweiterung des Teilnehmerfeldes der Champions Hockey League zur Saison 2009/10 waren zunächst nur Teilnehmer aus den Ländern vorgesehen, die in der IIHF-Ligenrangliste nicht die ersten sieben Plätze belegen. Somit waren die nationalen Verbände Russlands, Schwedens, Finnlands, Tschechiens, Deutschlands sowie der Schweiz und Slowakei zunächst nicht berechtigt, eine Mannschaft für den Wettbewerb zu melden.
Da die Internationale Eishockey-Föderation jedoch Ende April 2009 bekannt gab, dass es wegen der Finanzkrise wahrscheinlich nicht zu der ins Auge gefassten CHL-Erweiterung kommen wird, wurde das Teilnahmesystem im Mai noch einmal überarbeitet. Neben den bereits teilnahmeberechtigten Teams – entweder der Meister, Vizemeister oder ein anderer Spitzenklub des jeweiligen Landes, der vom nationalen Verband bestimmt wird – durften bis zum 18. Mai auch die Verbände der Top-7-Nationen einen Teilnehmer melden. Dieser durfte jedoch nicht an der Champions Hockey League teilnehmen. Die Meldung einer Mannschaft war jedem Verband im Rahmen des Continental Cups freigestellt.
Aufgrund der Komplettabsage der Champions Hockey League Mitte Juni, nahmen letztlich auch einige Mannschaften am Wettbewerb teil, die eigentlich in der CHL gestartet wären.
- EC Red Bull Salzburg
- HK Junost Minsk
- HK Slawia Sofia
- Tartu Kalev-Välk
- Brûleurs de Loups de Grenoble
- Újpesti TE Budapest
- Ice Time Herzlia
- HC Bozen
- HK Saryarka Karaganda
- HK Liepājas Metalurgs
- SC Energija Elektrėnai
- HYS The Hague
- KS Cracovia
- SC Miercurea Ciuc
- HDK Stavbar Maribor
- FC Barcelona HG
- Polis Akademisi Ankara
- Sheffield Steelers
- HK Sokol Kiew

## Qualifikation

### Erste Runde
Die Spiele der ersten Runde fanden vom 25. bis 27. September 2009 in der türkischen Hauptstadt Ankara statt.

#### Gruppe A
In der Gruppe A, der vier amtierende Landesmeister angehörten, setzte sich der spanische Titelträger FC Barcelona HG souverän mit drei Siegen aus drei Spielen durch. Bereits nach dem zweiten Turniertag war die Qualifikation der Iberer so gut wie sicher, nachdem der Hauptkonkurrent HK Slawia Sofia mit 3:1 besiegt wurde. Lediglich der gastgebende Polis Akademisi Ankara hatte am letzten Turniertag noch die Chance über den direkten Vergleich an Barcelona vorbeizuziehen. Mit einem 13:1-Sieg endete die Begegnung aber deutlich für die Spanier. Sofia musste sich am Ende mit dem zweiten Rang begnügen, Ankara schloss das Turnier als Dritter ab und der israelische Meister HC Herzlia Pituach wurde ohne Punktgewinn Gruppenvierter.
| 25. September 2009 14:00 Uhr | Polis Akademisi Ankara | 3:7 (2:2, 0:0, 1:5)  | HK Slawia Sofia        | Bel-Pa Eishalle, Ankara Zuschauer: |
| 25. September 2009 18:00 Uhr | FC Barcelona HG        | 14:1 (6:0, 5:1, 3:0) | Ice Time Herzlia       | Bel-Pa Eishalle, Ankara Zuschauer: |
| 26. September 2009 14:00 Uhr | Ice Time Herzlia       | 3:8 (0:2, 0:4, 3:2)  | Polis Akademisi Ankara | Bel-Pa Eishalle, Ankara Zuschauer: |
| 26. September 2009 18:00 Uhr | HK Slawia Sofia        | 1:3 (0:1, 0:2, 1:0)  | FC Barcelona HG        | Bel-Pa Eishalle, Ankara Zuschauer: |
| 27. September 2009 14:00 Uhr | HK Slawia Sofia        | 11:2 (4:1, 3:0, 4:1) | Ice Time Herzlia       | Bel-Pa Eishalle, Ankara Zuschauer: |
| 27. September 2009 18:00 Uhr | Polis Akademisi Ankara | 1:13 (0:4, 0:2, 1:7) | FC Barcelona HG        | Bel-Pa Eishalle, Ankara Zuschauer: |

| Pl. |                        | Sp | S | OTS | OTN | N | Tore  | Punkte |
| 1.  | FC Barcelona HG        | 3  | 3 | 0   | 0   | 0 | 30:03 | 9      |
| 2.  | HK Slawia Sofia        | 3  | 2 | 0   | 0   | 1 | 19:08 | 6      |
| 3.  | Polis Akademisi Ankara | 3  | 1 | 0   | 0   | 2 | 12:23 | 3      |
| 4.  | Ice Time Herzlia       | 3  | 0 | 0   | 0   | 3 | 06:33 | 0      |

### Zweite Runde
Die zweite Runde des Continental Cups wurde vom 23. bis zum 25. Oktober 2009 in zwei Gruppen ausgespielt. Die Spielorte waren Miercurea Ciuc in Rumänien und Krakau in Polen. Der Sieger der Gruppe A, FC Barcelona HG, qualifizierte sich zur Teilnahme in der Gruppe B.

#### Gruppe B
Das entscheidende Duell um den Gruppensieg fand bereits am ersten Turnierspieltag statt, als der niederländische Meister HYS The Hague den Gastgeber SC Miercurea Ciuc knapp mit 4:3 schlagen konnte. Mit ungefährdeten Siegen über Újpesti TE Budapest und den Qualifikanten FC Barcelona HG an den folgenden Tagen sicherten sie sich schließlich das Ticket zur Teilnahme an der dritten Runde. Die Gastgeber aus Miercurea Ciuc mussten sich mit dem zweiten Rang begnügen, während die Ungarn aus Budapest auf dem dritten Platz landeten. Als chancenlos erwies sich der spanische Meister, der sämtliche Spiele klar verlor.
Insgesamt wurden die sechs Partien, die im 4.000 Zuschauer fassenden Vákár Lajos Műjégpálya ausgetragen wurden, von 4.600 Zuschauern besucht.
| 23. Oktober 2009 16:00 Uhr | Újpesti TE Budapest | 9:3 (3:0, 3:2, 3:1)  | FC Barcelona HG     | Vákár Lajos, Miercurea Ciuc Zuschauer: 115   |
| 23. Oktober 2009 19:30 Uhr | HYS The Hague       | 4:3 (3:1, 1:1, 0:1)  | SC Miercurea Ciuc   | Vákár Lajos, Miercurea Ciuc Zuschauer: 1.600 |
| 24. Oktober 2009 16:00 Uhr | Újpesti TE Budapest | 2:6 (1:1, 1:1, 0:4)  | HYS The Hague       | Vákár Lajos, Miercurea Ciuc Zuschauer: 335   |
| 24. Oktober 2009 19:30 Uhr | SC Miercurea Ciuc   | 11:2 (4:0, 5:1, 2:1) | FC Barcelona HG     | Vákár Lajos, Miercurea Ciuc Zuschauer: 850   |
| 25. Oktober 2009 16:00 Uhr | FC Barcelona HG     | 1:9 (0:3, 0:1, 1:5)  | HYS The Hague       | Vákár Lajos, Miercurea Ciuc Zuschauer: 150   |
| 25. Oktober 2009 19:30 Uhr | SC Miercurea Ciuc   | 5:0 (0:0, 5:0, 0:0)  | Újpesti TE Budapest | Vákár Lajos, Miercurea Ciuc Zuschauer: 1.550 |

| Pl. |                     | Sp | S | OTS | OTN | N | Tore  | Punkte |
| 1.  | HYS The Hague       | 3  | 3 | 0   | 0   | 0 | 19:06 | 9      |
| 2.  | SC Miercurea Ciuc   | 3  | 2 | 0   | 0   | 1 | 19:06 | 6      |
| 3.  | Újpesti TE Budapest | 3  | 1 | 0   | 0   | 2 | 11:14 | 3      |
| 4.  | FC Barcelona HG     | 3  | 0 | 0   | 0   | 3 | 06:29 | 0      |

#### Gruppe C
Analog zur Gruppe B entschied sich der Turnierausgang bereits am ersten Spieltag. Die Gastgeber von KS Cracovia schlugen dort den kasachischen Vertreter HK Saryarka Karaganda mit 3:2. Da beide Mannschaften gegen die beiden weiteren Gruppenteilnehmer problemlos ihre Aufgaben lösten, setzten sich die Polen schließlich als Sieger der Gruppe durch. Karaganda belegte im Endklassement den zweiten Platz. Im Duell um den dritten Platz siegte Tartu Kalev-Välk aus Estland gegen SC Energija Elektrėnai durch.
Insgesamt besuchten 5.800 Zuschauer die sechs Turnierspiele an den drei Tagen.
Im Vorfeld des Turniers hatte der estnische Vertreter Tallinn Stars Insolvenz angemeldet und war daraufhin durch den Ligarivalen Tartu Kalev-Välk ersetzt worden.
| 23. Oktober 2009 14:00 Uhr | SC Energija Elektrėnai | 2:3 n. V. (0:0, 0:0, 2:2, 0:1) | Tartu Kalev-Välk       | Krakowianka Arena, Krakau Zuschauer: 200   |
| 23. Oktober 2009 18:00 Uhr | KS Cracovia            | 3:2 (1:1, 1:0, 1:1)            | HK Saryarka Karaganda  | Krakowianka Arena, Krakau Zuschauer: 2.000 |
| 24. Oktober 2009 14:00 Uhr | HK Saryarka Karaganda  | 4:1 (1:0, 2:0, 1:1)            | SC Energija Elektrėnai | Krakowianka Arena, Krakau Zuschauer: 200   |
| 24. Oktober 2009 18:00 Uhr | Tartu Kalev-Välk       | 3:9 (1:4, 1:3, 1:2)            | KS Cracovia            | Krakowianka Arena, Krakau Zuschauer: 1.300 |
| 25. Oktober 2009 14:00 Uhr | HK Saryarka Karaganda  | 8:0 (4:0, 3:0, 1:0)            | Tartu Kalev-Välk       | Krakowianka Arena, Krakau Zuschauer: 100   |
| 25. Oktober 2009 17:45 Uhr | KS Cracovia Krakau     | 7:5 (4:0, 2:3, 1:2)            | SC Energija Elektrėnai | Krakowianka Arena, Krakau Zuschauer: 2.000 |

| Pl. |                        | Sp | S | OTS | OTN | N | Tore  | Punkte |
| 1.  | KS Cracovia            | 3  | 3 | 0   | 0   | 0 | 19:10 | 9      |
| 2.  | HK Saryarka Karaganda  | 3  | 2 | 0   | 0   | 1 | 14:04 | 6      |
| 3.  | Tartu Kalev-Välk       | 3  | 0 | 1   | 0   | 2 | 06:19 | 2      |
| 4.  | SC Energija Elektrėnai | 3  | 0 | 0   | 1   | 2 | 08:14 | 1      |

### Dritte Runde

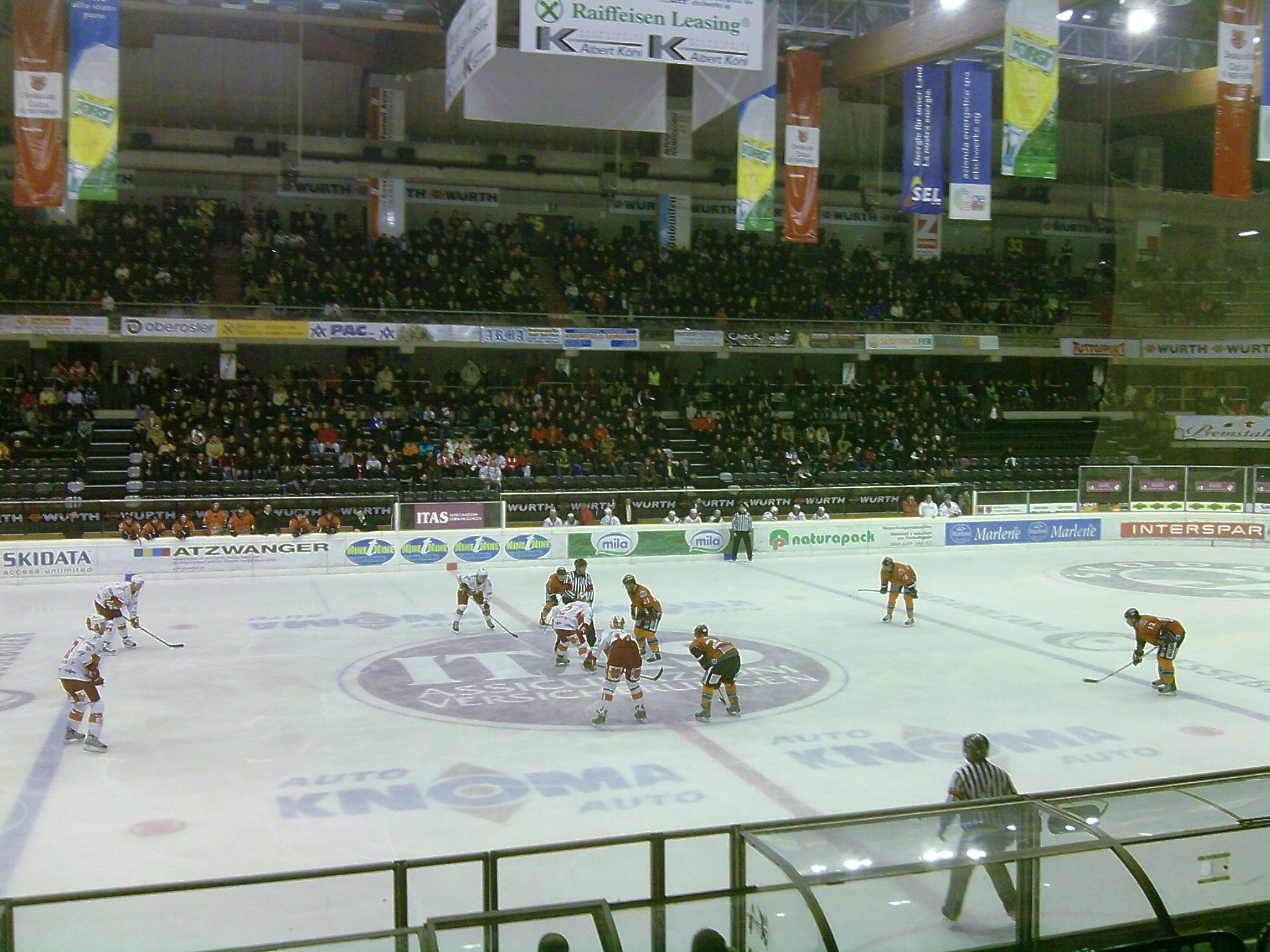
Bully beim Spiel HC Bozen gegen Sheffield Steelers

Die dritte Runde des Continental Cups fand vom 27. bis 29. November 2009 statt. Gespielt wurde in zwei Gruppen im italienischen Bozen und lettischen Liepāja. Der Sieger der Gruppe B, HYS The Hague, qualifizierte sich zur Teilnahme in der Gruppe D, während der Sieger der Gruppe C, KS Cracovia, das Ticket zur Teilnahme in der Gruppe E löste.

#### Gruppe D
Wie schon im Vorjahr richtete der HC Bozen eines der beiden Drittrunden-Turniere aus, verpasste aber diesmal den Sprung ins Super Final. Nach den ersten beiden Spieltagen hatten sich die Gastgeber und die Sheffield Steelers mit jeweils zwei Siegen als Favoriten für den Turniersieg herauskristallisiert. Der HDK Stavbar Maribor und der Qualifikant HYS The Hague spielten nur eine untergeordnete Rolle und ermittelten am letzten Turniertag den Gruppendritten. Letztlich sicherte sich der niederländische Meister aus dem Regierungssitz Den Haag die Position durch einen 4:1-Sieg über Maribor. Im letzten Duell des Turnieres siegten die Sheffield Steelers gegen den HC Bozen knapp mit 4:3 im Penaltyschießen. Damit revanchierten sie sich nicht nur für die knappe Niederlage, die der Ligakonkurrent Coventry Blaze im letzten Jahr im entscheidenden Duell hatte hinnehmen müssen, sondern qualifizierten sich damit auch für das Finalturnier im Januar.
Insgesamt besuchten 14.050 Zuschauer die sechs Partien, was einem Zuschauerschnitt von 2.341,7 entspricht. Die Vorjahresmarke beim Turnier in Bozen wurde damit um mehr als 4.500 Zuschauer gesteigert.
| 27. November 2009 16:30 Uhr | Sheffield Steelers  | 4:3 (2:1, 1:2, 1:0)                 | HYS The Hague       | Eiswelle, Bozen Zuschauer: 550   |
| 27. November 2009 20:00 Uhr | HDK Stavbar Maribor | 2:6 (0:3, 1:2, 1:1)                 | HC Bozen            | Eiswelle, Bozen Zuschauer: 3.000 |
| 28. November 2009 16:30 Uhr | HDK Stavbar Maribor | 4:5 (1:2, 2:1, 1:2)                 | Sheffield Steelers  | Eiswelle, Bozen Zuschauer: 1.100 |
| 28. November 2009 20:00 Uhr | HC Bozen            | 3:0 (1:0, 1:0, 1:0)                 | HYS The Hague       | Eiswelle, Bozen Zuschauer: 4.100 |
| 29. November 2009 16:30 Uhr | HYS The Hague       | 4:1 (1:0, 0:1, 3:0)                 | HDK Stavbar Maribor | Eiswelle, Bozen Zuschauer: 1.000 |
| 29. November 2009 20:00 Uhr | HC Bozen            | 3:4 n. P. (1:2, 2:1, 0:0, 0:0, 0:1) | Sheffield Steelers  | Eiswelle, Bozen Zuschauer: 4.300 |

| Pl. |                     | Sp | S | OTS | OTN | N | Tore  | Punkte |
| 1.  | Sheffield Steelers  | 3  | 2 | 1   | 0   | 0 | 13:10 | 8      |
| 2.  | HC Bozen            | 3  | 2 | 0   | 1   | 0 | 12:06 | 7      |
| 3.  | HYS The Hague       | 3  | 1 | 0   | 0   | 2 | 07:08 | 3      |
| 4.  | HDK Stavbar Maribor | 3  | 0 | 0   | 0   | 3 | 07:15 | 0      |

#### Gruppe E
Weniger eng als in Gruppe D ging es in der Gruppe E zu. Dort konnte der EC Red Bull Salzburg bereits nach dem zweiten Turniertag das Erreichen des Super Final feiern. Nachdem Salzburg und Gastgeber Liepāja ihre Auftaktpartien gegen den HK Sokol Kiew und KS Cracovia gewinnen konnten, besiegten die Österreicher den verbliebenen Konkurrenten HK Liepājas Metalurgs mit 4:3. Dem Qualifikanten aus Krakau gelang am selben Tag mit einem Sieg im Penaltyschießen gegen Kiew die wohl größte Überraschung des Wochenendes. Am Schlusstag sicherten sich die Ukrainer mit einem Sieg über das gastgebende Team noch den zweiten Rang, während Salzburg das Turnier unbeschadet mit drei Siegen zu Ende brachte.
An den drei Tagen besuchten insgesamt 3.339 Zuschauer die sechs Turnierspiele. Damit wurde ein Schnitt von 556,5 Zuschauern pro Spiel erreicht.
| 27. November 2009 15:00 Uhr | EC Red Bull Salzburg  | 6:5 (3:1, 2:3, 1:1)                 | HK Sokol Kiew         | Olimpiskā ledus halle, Liepāja Zuschauer: 210   |
| 27. November 2009 19:00 Uhr | HK Liepājas Metalurgs | 6:5 (2:2, 2:1, 2:2)                 | KS Cracovia           | Olimpiskā ledus halle, Liepāja Zuschauer: 850   |
| 28. November 2009 15:00 Uhr | KS Cracovia           | 2:1 n. P. (0:0, 1:0, 0:1, 0:0, 1:0) | HK Sokol Kiew         | Olimpiskā ledus halle, Liepāja Zuschauer: 214   |
| 28. November 2009 19:00 Uhr | HK Liepājas Metalurgs | 3:4 (0:1, 1:1, 2:2)                 | EC Red Bull Salzburg  | Olimpiskā ledus halle, Liepāja Zuschauer: 1.004 |
| 29. November 2009 15:00 Uhr | EC Red Bull Salzburg  | 5:2 (3:1, 1:0, 1:1)                 | KS Cracovia           | Olimpiskā ledus halle, Liepāja Zuschauer: 214   |
| 29. November 2009 19:00 Uhr | HK Sokol Kiew         | 5:3 (3:0, 1:1, 1:2)                 | HK Liepājas Metalurgs | Olimpiskā ledus halle, Liepāja Zuschauer: 847   |

| Pl. |                       | Sp | S | OTS | OTN | N | Tore  | Punkte |
| 1.  | EC Red Bull Salzburg  | 3  | 3 | 0   | 0   | 0 | 15:10 | 9      |
| 2.  | HK Sokol Kiew         | 3  | 1 | 0   | 1   | 1 | 11:11 | 4      |
| 3.  | HK Liepājas Metalurgs | 3  | 1 | 0   | 0   | 2 | 12:14 | 3      |
| 4.  | KS Cracovia           | 3  | 0 | 1   | 0   | 2 | 09:12 | 2      |

## Super Final
Das Super Final des Continental Cups fand vom 15. bis 17. Januar 2010 statt. Der Austragungsort des Turniers war das französische Grenoble. Neben den bereits gesetzten Vertretern aus Frankreich und Belarus, den Brûleurs de Loups de Grenoble und dem HK Junost Minsk, sicherten sich in der finalen Qualifikationsrunde die Sheffield Steelers aus Großbritannien, als Sieger der Gruppe D, und der EC Red Bull Salzburg aus Österreich, als Sieger der Gruppe E, die verbleibenden zwei Plätze.
Bereits am ersten Spieltag machten die beiden Qualifikanten aus Salzburg und Sheffield auf sich aufmerksam und gewann ihre Auftaktpartien gegen die beiden gesetzten Teams. Der zweite Turniertag startete mit der Partie der beiden Sieger des Vortags, die die Österreicher souverän zu ihren Gunsten entschieden. So benötigten die Gastgeber aus Grenoble im zweiten Tagesspiel einen Sieg in der regulären Spielzeit, um sich am letzten Tag noch die Möglichkeit auf den Cup-sieg offen zu halten. Da sie durch den Sieg im Penaltyschießen aber nur zwei Punkte aus der Begegnung mitnahmen, war der erste Europacup-Sieg einer österreichischen Mannschaft seit 1998 bereits vor dem letzten Tag klar. Somit hatten die Partien am Schlusstag nur noch statistischen Stellenwert. Der HK Junost Minsk sicherte sich mit einem Sieg über die Sheffield Steelers den zweiten Rang. Der Turniersieger EC Red Bull Salzburg unterstrich mit einem 9:4-Sieg über die Brûleurs de Loups de Grenoble seine Dominanz im gesamten Turnierverlauf.
Die sechs Spiele im 3.496 Zuschauer fassenden Pôle Sud besuchten insgesamt 16.800 Zuschauer. Dabei waren die drei Spiele des Gastgebers ausverkauft.

### Gruppe F
| 15. Januar 2010 16:00 Uhr | HK Junost Minsk K. Sacharau (8:22) A. Stepanow (9:28) O. Materuchin (39:57) | 3:5 (2:0, 1:3, 0:2) Spielbericht (PDF; 50 kB)                 | EC Red Bull Salzburg M. Siklenka (25:25) D. Welser (32:46) J. Filewich (39:25) J. Filewich (45:27) M. Ulmer (56:18)            | Pôle Sud, Grenoble Zuschauer: 2.000 |
| 15. Januar 2010 20:00 Uhr | Brûleurs de Loups de Grenoble V. Wallin (22:48) D. Fleury (27:27) | 2:5 (0:2, 2:1, 0:2) Spielbericht (PDF; 49 kB)                 | Sheffield Steelers J. Leque (4:32) J. Phillips (6:31) R. Farmer (32:20) M. Hubbauer (47:24) J. Hewitt (59:17)                  | Pôle Sud, Grenoble Zuschauer: 3.500 |
| 16. Januar 2010 16:00 Uhr | Sheffield Steelers M. Hubbauer (4:05) | 1:6 (1:3, 0:3, 0:0) Spielbericht (PDF; 50 kB)                 | EC Red Bull Salzburg K. Wilson (3:40) D. Welser (15:21) M. Latusa (17:44) M. Latusa (27:07) D. Welser (34:15) M. Pewal (35:35) | Pôle Sud, Grenoble Zuschauer: 2.000 |
| 16. Januar 2010 20:00 Uhr | HK Junost Minsk O. Materuchin (36:48) K. Sacharau (39:28) | 2:3 n. P. (0:1, 2:0, 0:1, 0:0, 0:1) Spielbericht (PDF; 50 kB) | Brûleurs de Loups de Grenoble A. Rouleau (8:00) D. Fleury (54:08) M. Jansson (PS)                                              | Pôle Sud, Grenoble Zuschauer: 3.500 |
| 17. Januar 2010 15:00 Uhr | Sheffield Steelers M. Hubbauer (54:34) | 1:4 (0:1, 0:3, 1:0) Spielbericht (PDF; 48 kB)                 | HK Junost Minsk M. Slysch (7:32) A. Baranau (30:42) O. Materuchin (34:13) A. Baranau (35:57)                                   | Pôle Sud, Grenoble Zuschauer: 2.300 |
| 17. Januar 2010 19:00 Uhr | EC Red Bull Salzburg M. Gergen (0:21) D. Heinrich (8:50) M. Schiechl (16:40) B. Aubin (22:17) J. Rebek (37:12) T. Koch (39:05) R. Duncan (40:56) D. Welser (53:24) S. Regier (54:34) | 9:4 (3:2, 3:1, 3:1) Spielbericht (PDF; 51 kB)                 | Brûleurs de Loups de Grenoble N. Arrossamena (1:35) D. Fleury (15:32) C. Tartari (33:11) J.-F. Dufour (44:09)                  | Pôle Sud, Grenoble Zuschauer: 3.500 |

| Pl. |                               | Sp | S | OTS | OTN | N | Tore  | Punkte |
| 1.  | EC Red Bull Salzburg          | 3  | 3 | 0   | 0   | 0 | 20:08 | 9      |
| 2.  | HK Junost Minsk               | 3  | 1 | 0   | 1   | 1 | 09:09 | 4      |
| 3.  | Sheffield Steelers            | 3  | 1 | 0   | 0   | 2 | 07:12 | 3      |
| 4.  | Brûleurs de Loups de Grenoble | 3  | 0 | 1   | 0   | 2 | 09:16 | 2      |

## Auszeichnungen
Spielertrophäen
| Auszeichnung       | Spieler              | Team                 |
| ------------------ | -------------------- | -------------------- |
| Bester Torhüter    | Andrew Verner        | Sheffield Steelers   |
| Bester Verteidiger | Doug Lynch           | EC Red Bull Salzburg |
| Bester Stürmer     | Oleksandr Materuchin | HK Junost Minsk      |
| Topscorer          | Matthias Trattnig    | EC Red Bull Salzburg |

Die Auszeichnungen im Rahmen des Finalturniers erhielten Torwart Andrew Verner von den Sheffield Steelers, der kanadische Verteidiger Doug Lynch in Diensten des Turniersiegers EC Red Bull Salzburg sowie der ukrainische Stürmer Oleksandr Materuchin vom belarussischen Klub HK Junost Minsk.
Die Krone des Topscorers und besten Vorlagengebers sicherte sich der Österreicher Matthias Trattnig vom EC Red Bull Salzburg. Seine sieben Vorlagen waren in beiden Wertungen nicht zu überbieten. Sein Teamkollege und Landsmann Daniel Welser sicherte sich mit vier Treffern die Torjägerkrone. Die beste Fangquote unter den Torhütern wies Andrew Verner vor, der 91,18 Prozent der Schüsse auf sein Tor parierte.

### Siegermannschaft
| IIHF-Continental-Cup-Sieger EC Red Bull Salzburg | Torhüter: Reinhard Divis, David LeNeveu Verteidiger: Jason Beckett, Wilhelm Lanz, Doug Lynch, Jeremy Rebek, Michael Schutte, Mike Siklenka, Matthias Trattnig, Daniel Welser Angreifer: Brent Aubin, Ryan Duncan, Jonathan Filewich, Michael Gergen, Dominique Heinrich, Thomas Koch, Manuel Latusa, Marco Pewal, Steve Regier, Michael Schiechl, Martin Ulmer, Kelsey Wilson Cheftrainer: Pierre Pagé |